# Hemiaminal

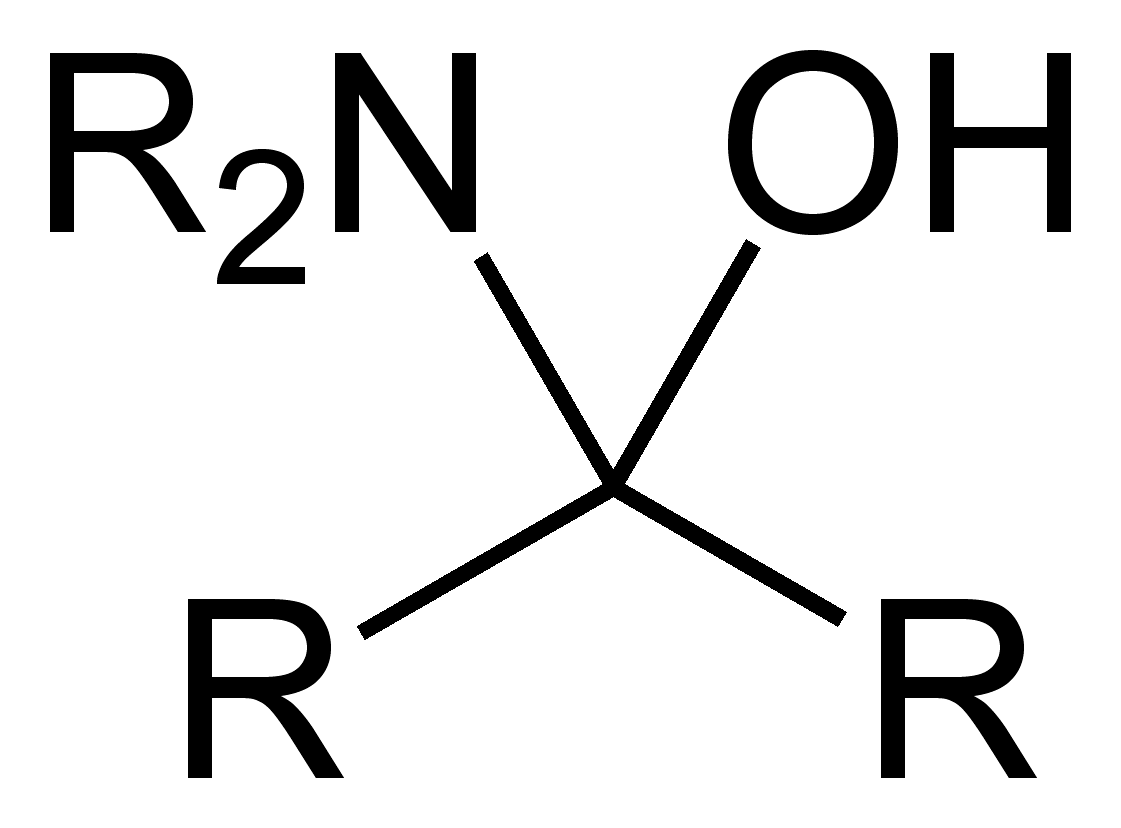
Hemiaminal genèric

Un hemiaminal és un grup funcional o tipus de compost químic que té un grup hidroxil i una amina unida al mateix àtom de carboni: -C(OH)(NR₂)-. R pot ser hidrogen o un grup alquil. Els hemiaminals són intermedis en la formació d'imina a partir d'una amina i un carbonil pel procés d'alquiliminodesoxobisubstitució.
Un exemple d'un hemiaminal és l'obtingut per reacció d'una amina secundària carbazol i formaldehid

lesgenerades d'amines primàries són inestables i rarament s'observen directament.
La formació d'hemiaminals és un pas clau en la síntesi total en una reacció asimètrica de la saxitoxina: